# Jamides megana
Jamides megana är en fjärilsart som beskrevs av Corbet 1940. Jamides megana ingår i släktet Jamides och familjen juvelvingar. Inga underarter finns listade i Catalogue of Life.